# Басово (трамвайное депо, Тула)
Трамвайное депо «Басово» (Басовский склад службы пути) — одно из трамвайных депо (парков) тульского трамвая.

## История
В 1939 году в связи с большой загрузкой депо служба пути была перенесена на вновь построенный склад на Косогорской линии в районе остановки «Подземгаз»(ныне «Менделеевский поселок»). Оно представляло собой петлю рельсового пути, огороженную забором, окруженную навесами для хранения рельс, гвоздей-«костылей», шпал и контактного провода. имелось две канавы, используемые не только для осмотра вагонов, но и для пропитки шпал креозотом. Склад использовался также как депо для 4 маршрута трамвая. После постройки депо на Оборонной, куда была перенесена служба пути, депо Басово стало использоваться исключительно для стоянки вагонов 4 маршрута, а также в нем утилизировались списанные вагоны серии Х, за что в народе это депо прозвали «трамвайным кладбищем». В 1970-е годы на территории депо складировались списаные вагоны. В 1979 году в связи с подготовкой трассы для Олимпийского Огня неиспользуемое к тому времени депо было снесено. Все рельсы, ворота и элементы пути бульдозер сбросил в ближайший овраг, а территория была засажена берёзами. До наших дней сохранились лишь три строения на территории склада службы пути.

## Маршруты
Трамвайное депо обслуживало 4 маршрут тульского трамвая.